# Метод жидкостной хроматографии и тандемной масс-спектрометрии
Жидкостная хроматография с тандемной масс-спектрометрией — широко распространённый метод химического анализа сочетающий в себе физическое разделение жидкостной хроматографии (или высокоэффективной жидкостной хроматографии) с масс-спектрометрией.
Жидкостная хроматография разделяет смеси нескольких компонентов и масс-спектрометрия обеспечивает структурную идентичность отдельных компонентов с высокой чувствительностью.
Этот двойной метод может быть использован для анализа биохимических, органических и неорганических соединений.
Он может быть применён в широком диапазоне отраслей промышленности, включая биотехнологии, мониторинг окружающей среды, пищевой и фармацевтической, агрохимической и косметической промышленности.